# Foreste succulente del Madagascar
Le foreste succulente del Madagascar sono una ecoregione semi-arida che occupa la parte centro-occidentale e sud-occidentale del Madagascar (codice ecoregione: AT1312). Forma, insieme alla Foresta spinosa la regione denominata Thicket spinoso del Madagascar, inclusa nella lista Global 200..

## Territorio
Questa ecoregione rappresenta una zona di transizione tra la foresta decidua secca del Madagascar occidentale, con cui confina a nord, e la foresta spinosa, nella quale si continua a sud. Nella sua porzione orientale è contigua alla regione delle foreste subumide del Madagascar. L'ecoregione ha un clima tropicale secco, con una stagione delle piogge che va da novembre ad aprile, durante la quale si hanno precipitazioni comprese tra 575 mm e 1.330 mm. La temperatura media è di 25-30 °C.

## Flora
La vegetazione della regione presenta caratteri in comune con quella della contigua foresta decidua secca ma con prevalenza di specie caratterizzate da adattamenti xerofitici che consentono loro di superare la lunga stagione secca, quali la capacità di immagazzinare riserve di acqua e di praticare la fotosintesi anche nei lunghi periodi in cui rimangono privi di foglie. Tra le specie più caratteristiche i baaobab Adansonia za e Adansonia grandidieri, che possono superare i 15 m di altezza, e diverse specie endemiche di Pachypodium. Lo strato arbustivo è composto da specie delle famiglie Sapindaceae, Euphorbiaceae, Anacardiaceae e Burseraceae. Nelle porzioni più meridionali dell'ecoregione la foresta assume caratteristiche più simili a quelle della foresta spinosa, com presenza di specie della famiglia Didiereaceae (Didierea madagascariensis) ed arbusti xerofili come Aloe vaombe (Asphodelaceae), Croton sp. (Euphorbiaceae) e Dioscorea sp. (Dioscoreaceae) .

## Fauna
Le foreste succulente rappresentano l'habitat tipico di 8 differenti specie di lemuri, due delle quali, il valuvi pallido (Phaner pallescens) e il microcebo di Madame Berthe (Microcebus berthae) sono endemismi dell'ecoregione, mentre altre, come il lepilemure dalla coda rossa (Lepilemur ruficaudatus), il microcebo di Coquerel (Mirza coquereli), il sifaka di Verreaux (Propithecus verreauxi) e il lemure dalla fronte rossa (Eulemur rufus), sono diffuse anche in altre regioni del Madagascar. Altri mammiferi endemici dell'ecoregione sono la mangusta Mungotictis decemlineata e il ratto gigante Hypogeomys antimena; sono inoltre presenti due specie di tenrec (Geogale aurita e Echinops telfairi), il cui areale si estende oltre i confini della regione.
Tra le oltre 80 specie di uccelli presenti meritano una menzione il tetraka di Appert (Xanthomixis apperti) e la mesena dal petto bianco (Mesitornis variegatus), entrambi endemici dell'ecoregione, e inoltre l'alzavola di Bernier (Anas bernieri), il corriere del Madagascar (Charadrius thoracicus), la ghiandaia terricola codalunga (Uratelornis chimaera) e il cua capirosso (Coua ruficeps).
Molto ricca di endemismi regionali anche l'erpetofauna che include le iguane malgascie Oplurus cuvieri e Chalarodon madagascariensis, i gechi Phelsuma standingi e Paroedura vazimba, i camaleonti Brookesia brygooi e Furcifer antimena, il serpente Liophidium chabaudi, la tartaruga Pyxis planicauda e le rane Heterixalus luteostriatus e Dyscophus insularis.

## Conservazione

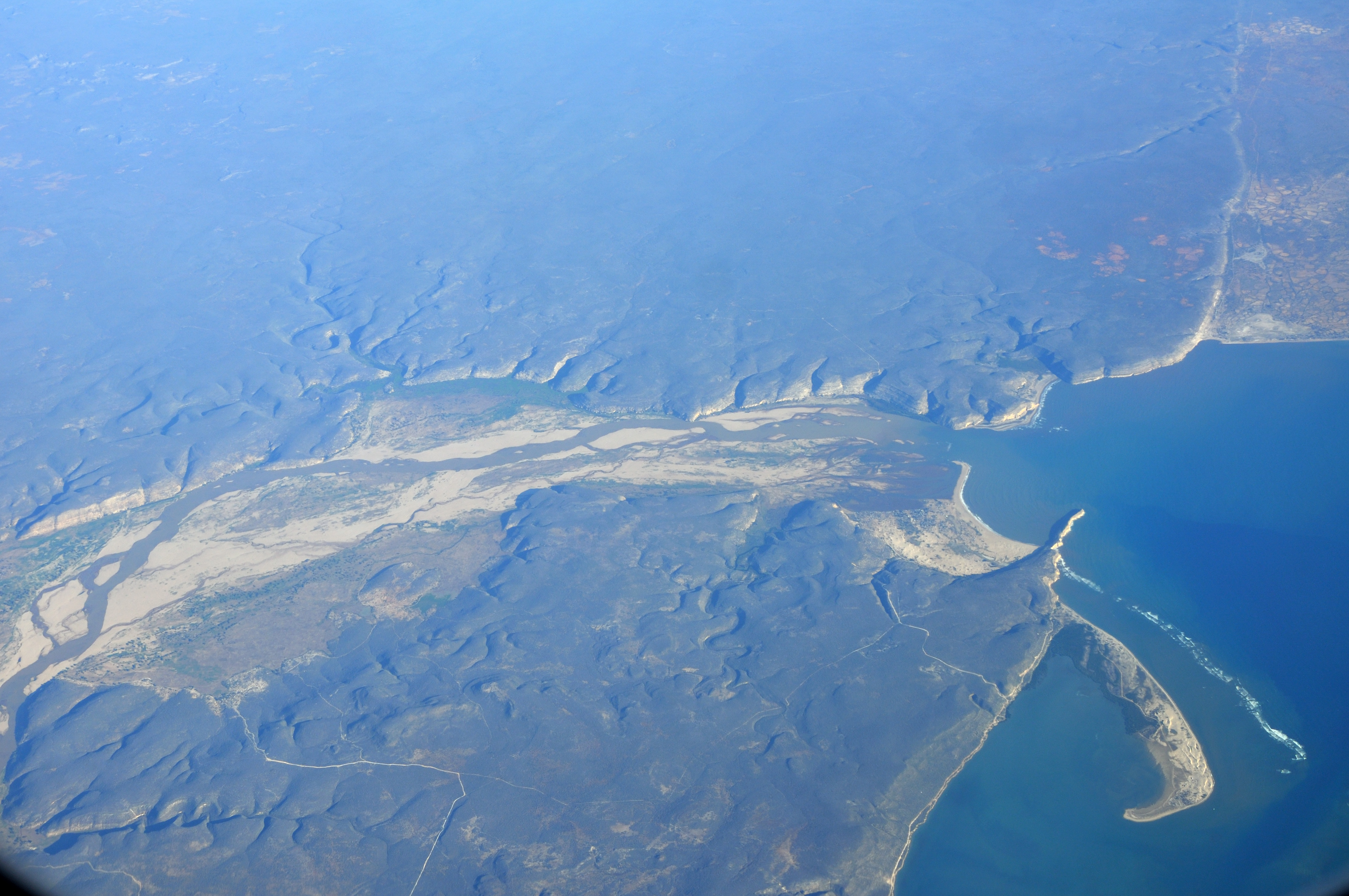
Veduta aerea del territorio facente parte della riserva di Andranomena

Come per altre regioni del Madagascar la maggiore minaccia alle foreste di questa regione è rappresentata dagli incendi dolosi per la creazione di nuovi terreni per l'agricoltura.
Parte delle foreste succulente ricadono all'interno di aree protette tra cui il parco nazionale di Zombitse-Vohibasia, la riserva speciale di Andranomena e il parco nazionale di Kirindy-Mitea.